# Districte d'Ais de Provença
El Districte d'Ais de Provença és un dels 4 districtes del departament de les Boques del Roine, a la regió de Provença-Alps-Costa Blava. Té 10 cantons, 44 municipis i el cap és la sotsprefectura d'Ais de Provença.

## Cantons
- cantó d'Ais de Provença Centre
- cantó d'Ais de Provença Nord-Est
- cantó d'Ais de Provença Sud-Oest
- cantó de Gardana
- cantó de Lambesc
- cantó de Peliçana
- cantó de Lei Penas de Mirabèu
- cantó de Peiròla de Provença
- cantó de Selon de Provença
- cantó de Tretz